# Vienna Capitals
Vienna Capitals er et ishockeyhold fra Wien i Østrig. Holdet spiller sine hjemmekampe i Albert-Schultz-Eishalle og spiller med i den østrigske isliga. Klubben går normalvis under navnet Caps og blev grundlagt i år 2000. Caps opnåede deres hidtil største resultat i sæsonen 2004/05, hvor de vandt det østrigske mesterskab.